# Esterházy Lujza
Esterházy Lujza (Nyitraújlak, 1899. május 7. – Párizs, 1966. március 30.) író, fordító, a két világháború közötti csehszlovákiai magyar katolikus értelmiségi mozgalom egyik vezető személyisége, közéleti személyiség.
A legfontosabb az, hogy akik a magyar munkába beállnak, százszázalékos jellemek legyenek.

## Élete
Anyja, Elżbieta Tarnowska (1875-1955), lengyel grófnő, apja, Esterházy János Mihály (1864-1905) az Esterházyak galántai ágához tartozott. Esterházy János (1901) és Esterházy Mária (1904) nővére.
A pozsonyi felsőleányiskola 1916-os elvégzése után szociológiai, filozófiai és teológiai tanulmányokat folytatott magánúton. A trianoni békeszerződés aláírása után a revíziós mozgalomban tevékenykedett. Magyarországi kapcsolatai miatt 1923 decemberében letartóztatták és fél évi vizsgálati fogságot követően egyévi börtönbüntetésre ítélték.
Az 1930-as évek elejétől tevékenyen részt vállalt a szlovákiai magyar katolikus segélyszervezetek munkájában (Szlovenszkói Katolikus Ifjúsági Egyesület; Prohászka Ottokár Körök Szövetsége). 1933-1938-ban vezetője az Actio Catholica csehszlovákiai magyar nőmozgalmának. Az Új Élet című folyóirat munkatársa.
Az első szlovák köztársaság idején öccse, Esterházy János gyermekeit nevelte és segítette munkáját. 1945 elején megpróbálta elérni, hogy testvérét a hatóságok szabadon engedjék. 1945 elején a ligetfalusi táborba internálták.
1946 nyarán Párizsba menekült, ahol fordítói munkájával is segítette a magyar békeküldöttség munkáját. 1950–1951 között a Rideau de Fer, majd 1951–1959 között a Réfugié Hongrois szerkesztőségében dolgozott.

## Művei
- 1942 A huszadik esztendő. Budapest
- 1961 Coeurs affronte`s. Párizs (emlékezések)
- Szívek az ár ellen. Népek ütközése, közép-európai tapasztalatok; ford. Prőhlené Samarjay Éva; Püski, Bp., 1991
- Sorskérdések margójára. Tanulmányok, cikkek, dokumentumok; szöveggond. és szerk. Filep Tamás Gusztáv, Molnár Imre, Szendrei Zsuzsanna; :Méry Ratio–Kisebbségekért – Pro Minoritate Alapítvány, Šamorín–Bp., 2014 (Pro minoritate könyvek)